# Liste der Stolpersteine in Gelsenkirchen-Nord
Die Liste der Stolpersteine in Gelsenkirchen-Nord enthält Stolpersteine, die im Rahmen des gleichnamigen Kunst-Projekts von Gunter Demnig in Gelsenkirchen in den Stadtteilen Buer, Scholven und Hassel verlegt wurden. Mit ihnen soll Opfern des Nationalsozialismus gedacht werden, die in Gelsenkirchen lebten und wirkten.
Diese Liste ist Teil der Liste der Stolpersteine in Gelsenkirchen.

## Liste der Stolpersteine in Buer
| Person                                              | Adresse                     | Inschrift | Bild | weitere Informationen                                                              |
| --------------------------------------------------- | --------------------------- | --- | ---- | ---------------------------------------------------------------------------------- |
| Wolfgang Maas                                       | Breddestraße 21 ·           | Hier lernte Wolfgang Maas Jg. 1920 Flucht 1936 mit Hilfe Holland interniert Westerbork deportiert 1944 Auschwitz ermordet 21.1.1945                                                                             |      |                                                                                    |
| Dr. Erich Caro                                      | Buer-Gladbecker-Straße 12 · | Hier wohnte Dr. Erich Caro Jg. 1883 Flucht 1940 Holland versteckt überlebt |      |                                                                                    |
| Anna Caro                                           | Buer-Gladbecker-Straße 12 · | Hier wohnte Anna Caro geb. Ladwig Jg. 1887 Flucht 1940 Holland versteckt überlebt |      |                                                                                    |
| Claus Caro                                          | Buer-Gladbecker-Straße 12 · | Hier wohnte Claus Caro Jg. 1921 Flucht 1940 Holland 1940 USA |      |                                                                                    |
| Norman C. Cowley                                    | Freiheit ·                  | in Gelsenkirchen ermordet 27. Feb. 1945 Norman C. Cowley Jg. 1923 Kriegsgefangener Pilot der Royal Air Force |      | der Stolperstein liegt vor dem Haupteingang zum St. Marien-Hospital im Bürgersteig |
| David Löwenstein                                    | Horster Straße 17 ·         | Hier wohnte David Löwenstein Jg. 1878 Flucht 1941 Portugal USA |      |                                                                                    |
| Berta Löwenstein                                    | Horster Straße 17 ·         | Hier wohnte Berta Löwenstein geb. Katzenstein Jg. 1877 Flucht 1941 Portugal USA |      |                                                                                    |
| Kurt Löwenstein                                     | Horster Straße 17 ·         | Hier wohnte Kurt Löwenstein Jg. 1908 Flucht 1939 England 1940 USA |      |                                                                                    |
| Dr. Werner Leo Löwenstein                           | Horster Straße 17 ·         | Hier wohnte Dr. Werner Leo Löwenstein Jg. 1909 Flucht 1937 USA |      |                                                                                    |
| Julius Hess                                         | Im Quartiermeister 18 ·     | Hier wohnte Julius Hess Jg. 1893 Flucht 1933 Holland interniert Westerbork deportiert 1943 Theresienstadt 1944 Auschwitz ermordet                                                                               |      |                                                                                    |
| Wilhelm Gorny                                       | Königgrätzer Straße 20 ·    | Hier wohnte Wilhelm Gorny Jg. 1899 Zeuge Jehovas verhaftet 1936 1938 Buchenwald Dachau befreit 5.5.1945 tot an Haftfolgen 16.5.1945                                                                             |      |                                                                                    |
| Astrid Steiner                                      | Polsumer Straße 158 ·       | Hier wohnte Astrid Steiner Jg. 1932 eingewiesen 1942 Heilanstalt Aplerbeck verlegt 1943 Niedermarsberg St. Johannes Stift tot 1945 an den Folgen                                                                |      |                                                                                    |
| Dr. Hermann Henze                                   | Polsumer Straße 170 ·       | Hier wohnte Dr. Hermann Henze Jg. 1882 Scheidung verweigert ausgegrenzt/drangsaliert überlebt |      |                                                                                    |
| Grete Henze                                         | Polsumer Straße 170 ·       | Hier wohnte Grete Henze geb. Lilienthal Jg. 1880 verhaftet 1944 Zwangsarbeit Frauenlager Elben Organisation Todt befreit                                                                                        |      |                                                                                    |
| Georg Henze                                         | Polsumer Straße 170 ·       | Hier wohnte Georg Henze Jg. 1910 Flucht 1936 Berlin |      |                                                                                    |
| Hermann Henze                                       | Polsumer Straße 170 ·       | Hier wohnte Hermann Henze Jg. 1913 Flucht 1936 Frankreich mit Hilfe überlebt |      |                                                                                    |
| Stolperschwelle Polizeigefängnis Gelsenkirchen-Buer | Rathausplatz 4 ·            | Im Gedenken an die Opfer der Zwangsarbeit 1940-1945 ausgenutzt und ausgebeutet in der Kriegswirtschaft Polizeigefängnis Gelsenkirchen-Buer von hier aus begann für viele unbekannte Menschen der Weg in den Tod |      |                                                                                    |
| Moses Zwecher                                       | Urbanusstraße 1 ·           | Hier wohnte Moses Zwecher Jg. 1878 Flucht 1938 Holland interniert Westerbork deportiert 1944 Theresienstadt ermordet 7.7.1944 Auschwitz                                                                         |      |                                                                                    |
| Joseph Leo Zwecher                                  | Urbanusstraße 1 ·           | Hier wohnte Joseph Leo Zwecher Jg. 1907 Flucht 1938 Holland interniert Westerbork deportiert 1944 Theresienstadt ermordet 14.8.1944 Auschwitz                                                                   |      |                                                                                    |
| Taube Zwecher                                       | Urbanusstraße 1 ·           | Hier wohnte Taube Zwecher geb. Berhang Jg. 1883 Flucht 1939 Holland interniert Westerbork deportiert 1944 Theresienstadt ermordet 7.7.1944 Auschwitz                                                            |      |                                                                                    |

## Liste der Stolpersteine in Hassel
| Person         | Adresse             | Inschrift | Bild | weitere Informationen |
| -------------- | ------------------- | --- | ---- | --------------------- |
| Robert Mäusert | Im Bahnwinkel 10 ·  | Hier wohnte Robert Mäusert Jg. 1892 Zeuge Jehovas 'Schutzhaft' 1937 Buchenwald 1943 Ravensbrück befreit 6.5.1945 tot an Haftfolgen 8.5.1945      |      |                       |
| Astrid Steiner | Polsumer Str. 158 · | Hier wohnte Astrid Steiner Jg. 1932 eingewiesen 1942 Heilanstalt Aplerbeck verlegt 1943 Niedermarsberg St. Johannes Stift tot 1945 an den Folgen |      |                       |